# ニッポニテス
ニッポニテス（Nipponites、「日本の石」の意）は中生代白亜紀末に日本列島・カムチャツカ半島などの沖の浅海に生息していたアンモナイト類の属である。いわゆる「異常巻きアンモナイト」として知られる。

## 発見史
1904年に、矢部長克によって発見・発表されたニッポニテス・ミラビリス Nipponites mirabilis を模式種とする。その当初は標本が1個体しか得られていなかったことから、異常巻アンモナイトは奇形ではないかという研究者が多かった。1926年に清水三郎によって全く同様の巻き方を示す別の個体が発見されるに至って、ようやく種として一般に認識されるようになった。
2017年に、国際古生物学協会（International Palaeontological Association）が「国際化石の日（International Fossil Day, アメリカで制定されているNational Fossil Dayとは別日）」を10月第2週の土日として制定した。それを受けて日本古生物学会は、矢部がニッポニテス・ミラビリスを新種記載した10月15日を「化石の日」とした。

## 生態
種として認識された後も、このような「異常巻きアンモナイト」は、アンモナイトが進化の袋小路に入り系統としての寿命が尽き、異常な巻きが生じた奇形的なものと解釈されてきた。発見者の矢部は巻き方に規則性があるという見解を示したが、この説は長く顧みられることが無かった。しかし後年になって、コンピュータ・シミュレーションによる解析により、規則性があるものであることが再発見された。すなわち、類縁種であるユーボストリコセラス・ジャポニカム（螺旋がほぐれてコルク抜き状になっている）が、螺旋の成長を左右へ定期的に蛇行させることにより、この形状が再現される。現在では奇形的なものであるという見解は訂正され、むしろアンモナイトが様々な環境に適応して進化した例とされている。
ニッポニテスがこのような形態を持つ理由については様々な説があるが、海綿と共生関係にあった、あるいは海中に浮遊するための形状であるとも言われている。
学名に日本の名を冠する古生物化石であるため、日本古生物学会のシンボルマークとなっている。